# Listă de scriitori cehi
Aceasta este o listă de scriitori cehi.

## A
- Michal Ajvaz

## B
- Eduard Bass
- Vratislav Blažek
- Karel Havlíček Borovský

## Č
- Karel Čapek

## D
- Radka Denemarková
- Jan Drda
- Jaroslav Durych
- Viktor Dyk

## E
- Karel Jaromír Erben

## F
- Ota Filip
- Otokar Fischer
- Josef Václav Frič
- Ladislav Fuks

## G
- Bohumila Grögerová

## H
- Jaroslav Hašek
- Václav Havel
- Vojtěch Hlinka
- Josef Holeček
- Bohumil Hrabal
- František Hrubín

## J
- Milan Jariš
- Růžena Jesenská
- Alois Jirásek

## K
- Ivan Klíma
- Pavel Kohout
- Milan Kundera

## L
- František Langer
- Arnošt Lustig

## M
- Josef Svatopluk Machar
- Jiří Mahen
- Marie Majerová

## N
- Božena Němcova
- Ján Neruda
- Karel Nový

## O
- Ivan Olbracht
- Jan Otčenášek

## P
- Eduard Petiška

## R
- Karel Václav Rais

## S
- Karel Sabina
- Jan Skacel
- Josef Václav Sládek
- Raphael Sobiehrd-Mnishovsky

## Š
- František Xaver Šalda
- Michal Šanda
- Josef Škvorecký
- Pavel Šrut
- František Adolf Šubert

## T
- Jáchym Topol
- Josef Thomayer
- Josef Kajetán Tyl

## V
- Vladislav Vančura
- Michal Viewegh

## W
- Zikmund Winter  (1846 - 1912)[1]